# Iain Balshaw
Iain Robert Balshaw (Blackburn, 14 de abril de 1979) es un exjugador británico de rugby que se desempeñaba como Wing o fullback.

## Selección nacional
Debutó con el XV de la Rosa en febrero de 2000 donde enfrentó al XV del Trébol y jugó con ella hasta su último partido en marzo de 2008 ante el mismo rival. En total jugó 35 partidos y marcó 13 tries (65 puntos).

### Participaciones en Copas del Mundo
Balshaw sólo disputó una Copa del Mundo; Australia 2003 donde se consagró campeón del Mundo.
| Mundial                       | Sede      | Resultado | PJ | Tries |
| ----------------------------- | --------- | --------- | -- | ----- |
| Copa Mundial de Rugby de 2003 | Australia | Campeón   | 3  | 3     |

## British and Irish Lions
Fue convocado a los British and Irish Lions para la Gira a Australia 2001 donde jugó los tres partidos.

## Palmarés
- Campeón del Torneo de las Seis Naciones de 2000 y 2001.
- Campeón de la Copa de Campeones Europea de 1997-98.
- Campeón de la Anglo-Welsh Cup de 2005.